# Pachycereus pecten-aboriginum
Pachycereus pecten-aboriginum es una especie fanerógama de la familia Cactaceae. 

## Distribución
Es endémica de Baja California Sur, Oaxaca, Sinaloa y Sonora, en el istmo de Tehuantepec en México. Es una especie común en lugares localizados.

## Descripción
Planta arbórea, columnar, de 8 m de alto, con brazos primarios, bien definidos, y subbrazos de 2 m de largo. Tallo verde intenso, erecto, acanalado. De 10-12 costillas, generalmente redondeadas. De 1-3 espinas centrales, grisáceas con la punta oscura, de 1-3 cm de largo; espinas radiales de 8-9, grisáceas, de 1 cm de largo. Tiene una seudocefalia en la punta de los tallos, cubierta de una lana rojo amarronada y cerdas de 6 cm de largo. Flores blancas, abren de día, de 7-9 cm de largo; los pericarpelos y tubo floral densamente cubiertos con suaves pelos amarronados. Fruto seco, de 6-7,5 cm de diámetro, completamente cubierto de lana amarilla y cerdas.

## Cultivo
Se multiplica a partir de semillas o vástagos basales (difícil).

## Observaciones
Contiene alcaloides. Se le llama “etcho” en el idioma indígena Mayo de Sonora y Sinaloa. Requiere temperatura media mínima de 5 °C
El riego moderado y la exposición debe ser al sol pleno.

## Ecología
Pachycereus pecten-aboriginum es una planta diploide. Su biología floral difiere a través de su área de distribución. En Tehuacán, es polinizada en la noche por murciélagos que se alimentan de su néctar. En el desierto de Sonora, las flores permanecen abiertas más tiempo en el día para atraer tanto a los polinizadores nocturnos como a los diurnos.

## Usos

#### Alimentación
La fruta se puede comer cruda o cocida, y se puede convertir en un jarabe o conserva como mermelada. Se ha utilizado para hacer vino . Las personas del Pueblo Mayo hicieron tortillas de las semillas molidas mezcladas con un poco de harina de maíz. Esta harina llamada etcho-siembra se usó en el desayuno de alimentos tales como tortitas.

#### Medicinal
El Pueblo Mayo utiliza el cactus como un remedio herbal. Piezas de la carne se aplicaa a las heridas para inhibir la hemorragia. La carne de cactus fue preparado en agua con sal y la solución se aplica a las heridas infectadas tres veces al día, seguido por un polvo de sulfatiazol. El jugo se consume como un tónico a base de hierbas y para tratar el dolor de garganta.

#### Varios
Los frutos se utilizan como peines por los pueblos indígenas. Para hacer un cepillo para el cabello , las espinas se eliminan de alrededor de dos tercios de la fruta, y las espinas restantes fueron recortados a alrededor de 1 cm de longitud.

## Taxonomía
La especie fue descrita inicialmente como Cereus pecten-aboriginum por George Engelmann y tanto validado como publicado por Sereno Watson en Proceedings of the American Academy of Arts and Sciences 21: 429–430, en 1886, actualmente es tanto un sinónimo como el basónimo de esta; y ulteriormente sería transferida al género Pachycereus por Nathaniel Lord Britton y Joseph Nelson Rose en Contributions from the United States National Herbarium 12(10): 422, en 1909.

#### Etimología
Ver: Pachycereus
pecten-aboriginum: epíteto latino que significa "cresta nativa".

## Nombre común
- Español: etcho

## Galería

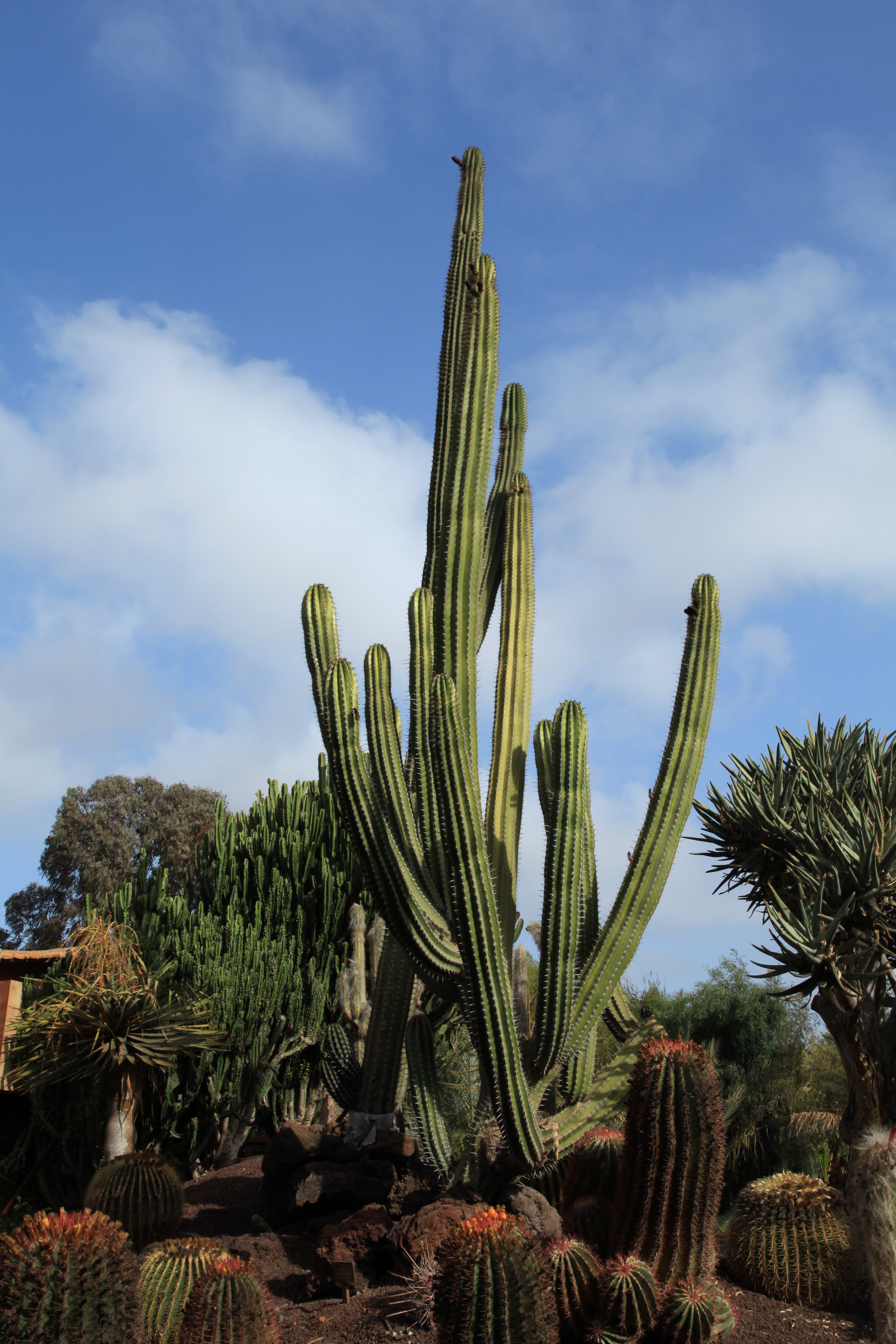
Vista de la planta
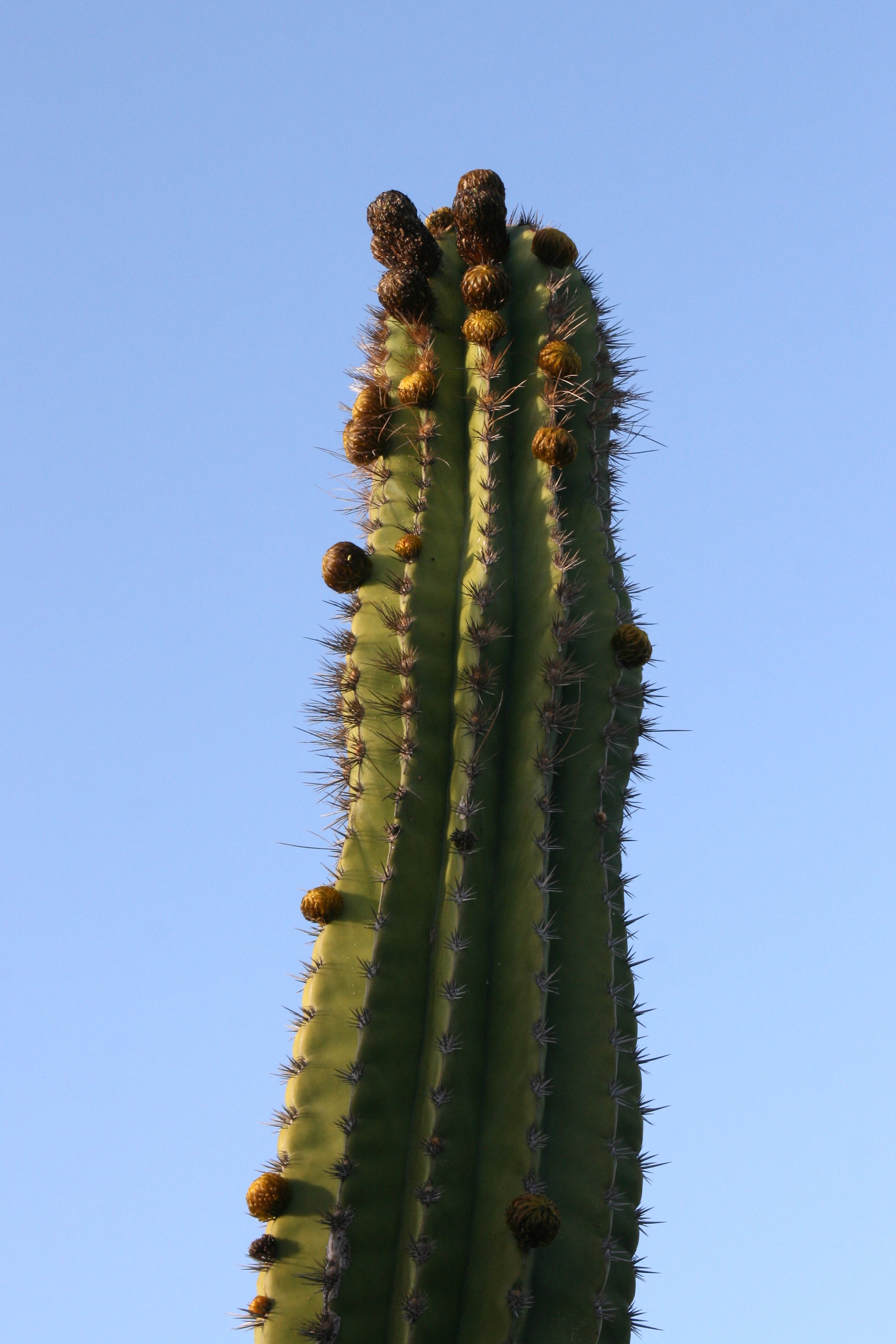
Tallo columnar
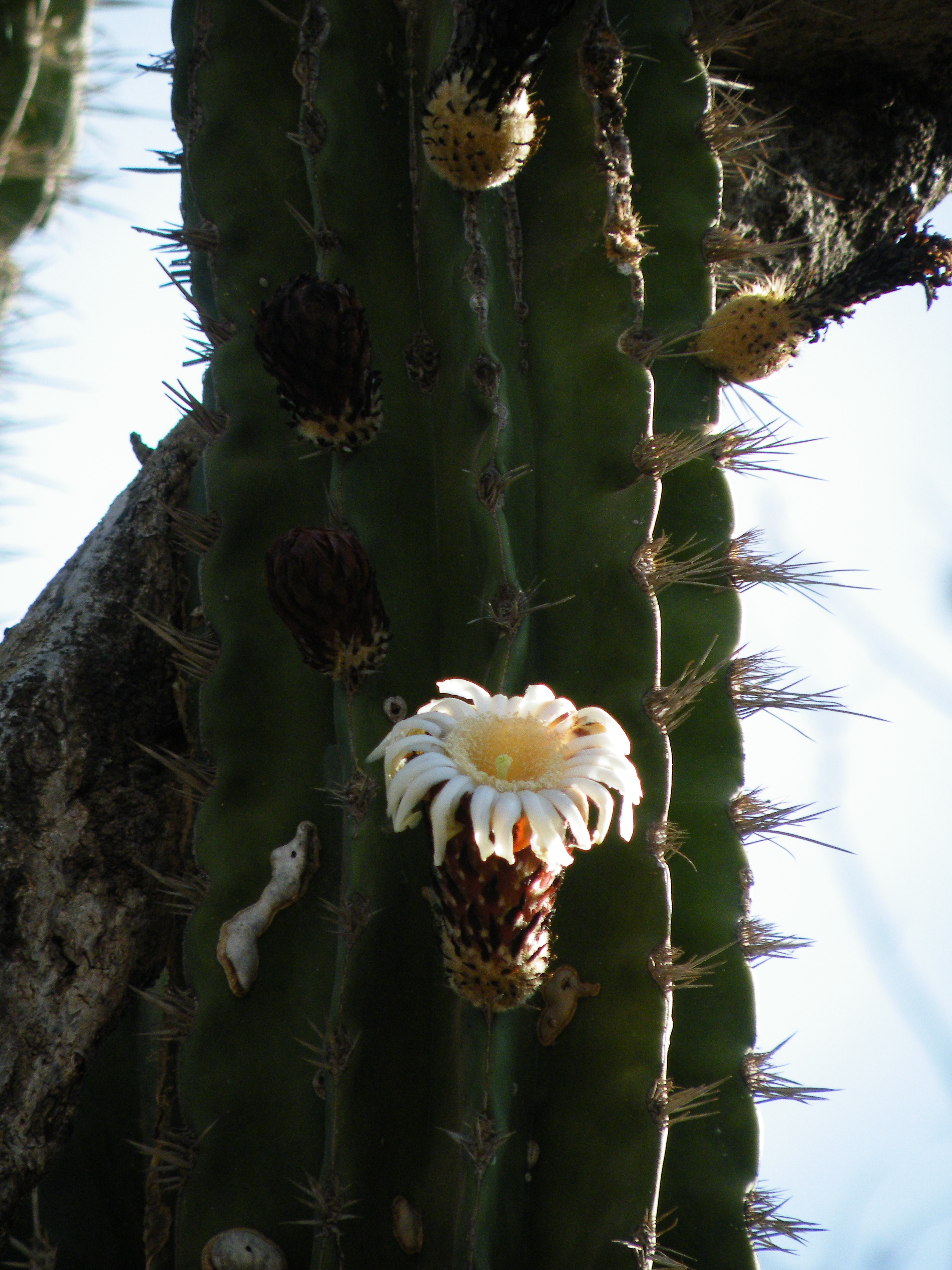
Planta con flor
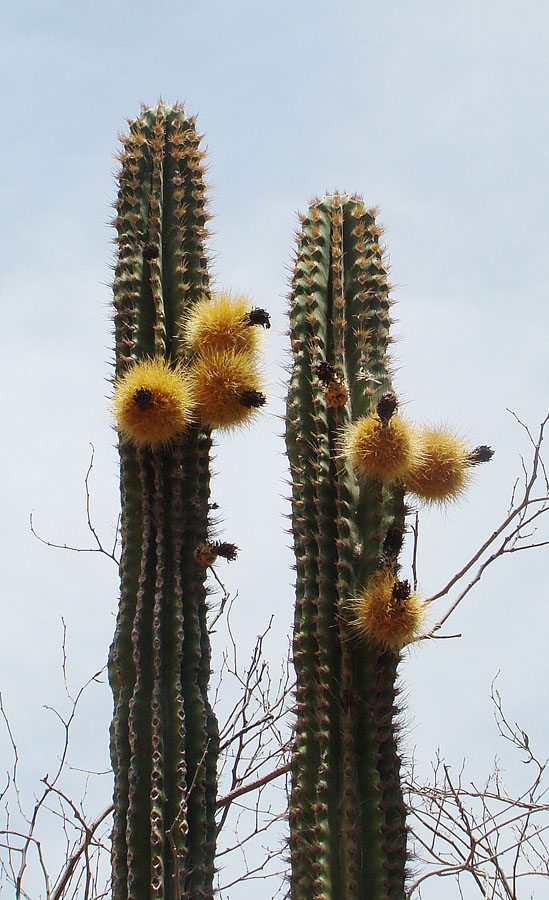
Frutos
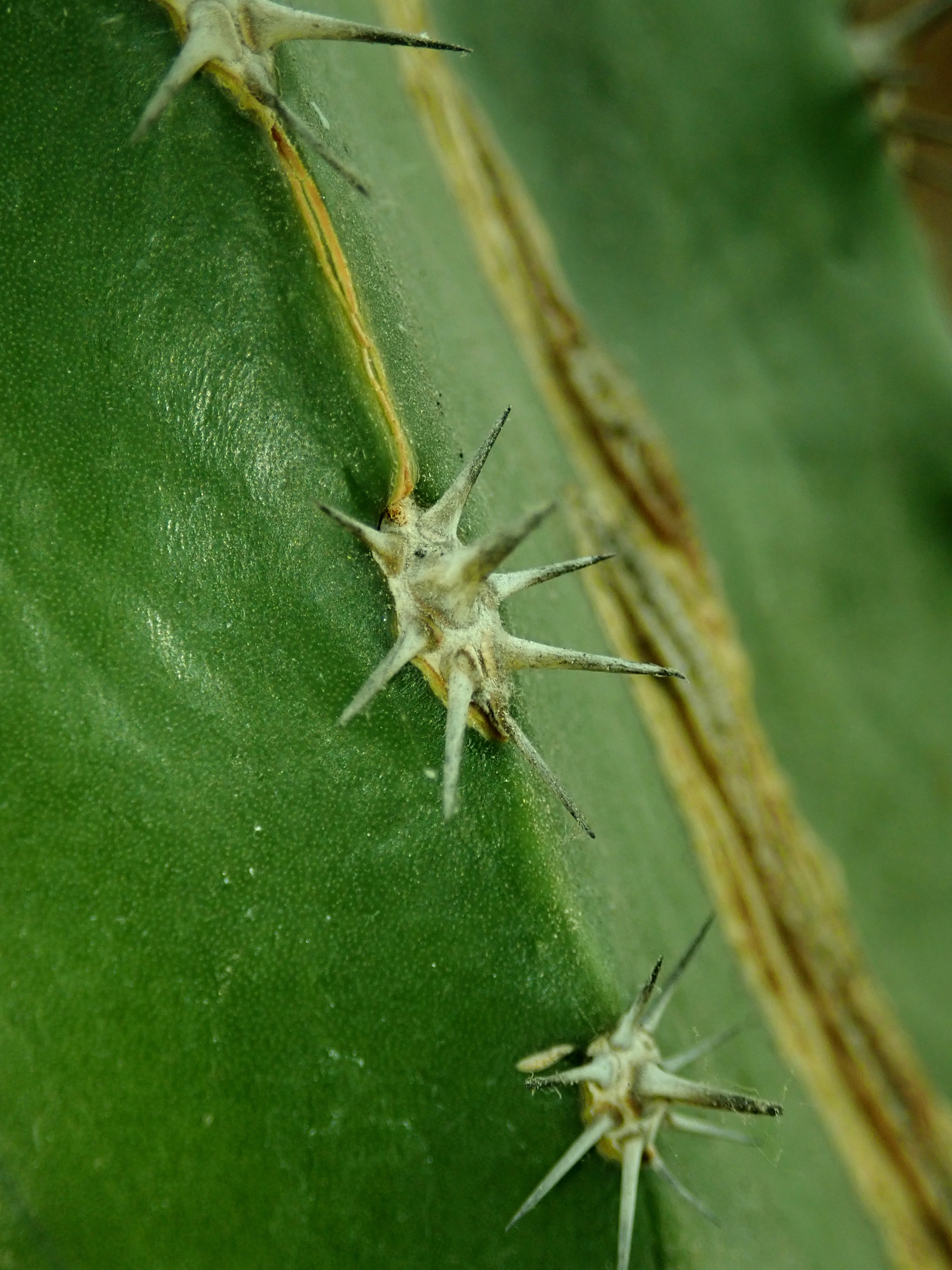
Detalle de las espinas
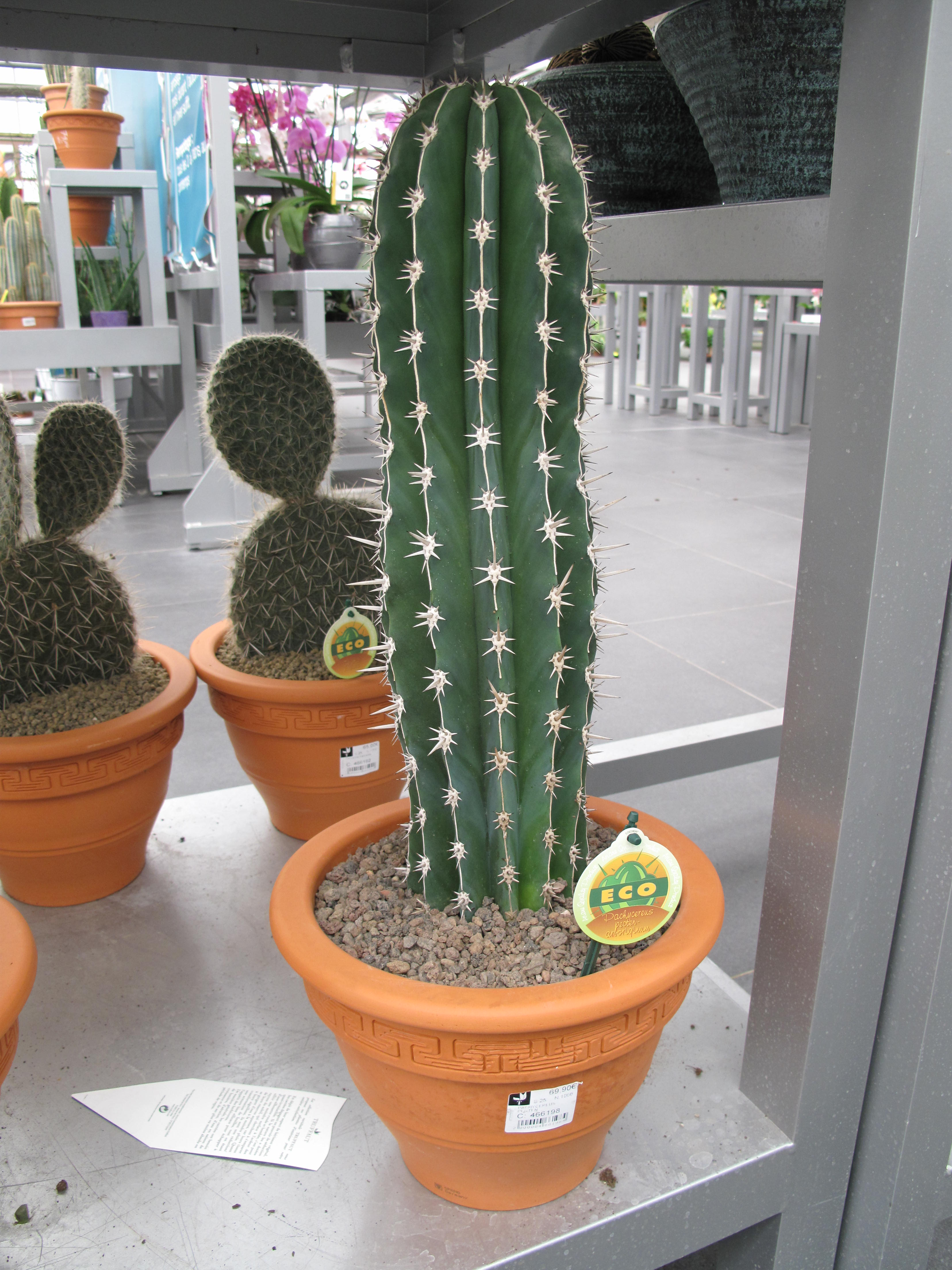
Vista de la planta en maceta